# Джон Шафер
Джон Шафер (на английски: Jon Schaffer) е американски музикант, основен китарист и подвокал на групата „Айсд Ърт“ („Замръзнала земя“) от Тампа, щата Флорида.
Гласът му се отличава с това, че е тънък и придава контраст на главния вокал. Започва да пише музика, когато е на 14 години. На 16 години напуска училище и заминава за Флорида, за да сформира и основе музикална група и да свири в нея. Групите, които оказват влияние на стила му, са Iron Maiden, Kiss, Judas Priest, Metallica, Alice Cooper, Black Sabbath и AC/DC.
През 2005 г. се ражда първата му дъщеря. Негово хоби са мотоциклетите, както и да колекционира предмети, свързани с филмовата поредица „Междузвездни войни“.